# Poularies
Poularies es un municipio canadiense situado en la provincia de Quebec.

## Superficie
Poularies tiene una superficie de 168,19 km².

## Demografía
En 2021, tenía 662 habitantes, una densidad poblacional de 3,9 hab./km², y 285 viviendas.